# 博湖县
博湖县（維吾爾語：باغراش ناھىيىسى‎，拉丁维文：Baghrash nahiyisi），是中国新疆维吾尔自治区巴音郭楞蒙古自治州所辖的一个县。常住人口約5万人，由汉、蒙、维、回等18个民族组成。博湖县位于焉耆盆地东部，开都河下游。原属新疆库尔勒地区和硕县，为了更好的管理博斯腾湖，专门成立了博湖县。博湖是中国最大的内陆淡水湖。1971年建县，因境内有全国最大的内陆淡水湖——博斯腾湖而得名。全县总面积3808.6平方公里，其中水域面积为1646平方公里，占总面积的43.2%。博斯腾湖西面的博湖沼泽地约30,000公顷，包括许多小湖泊和池塘。水源来自发源于北面天山的许多间歇河流，出水由西向东流入塔里木河、孔雀河或罗布泊。

## 歷史
西汉宣帝神爵二年，为汉西域都护府辖地。东汉和帝永元三年，龟兹归汉，汉复置西域都护府，班超为都护，镇于龟兹，焉耆为龟兹国地。335年（前涼建興二十三年），前涼張駿遣兵伐龜茲，焉耆始置郡县，博湖为其辖地。
唐贞观二十二年，设焉耆都督府。唐玄宗开元七年，安西都护府四镇节度使汤嘉惠，请以焉耆代碎叶而务四镇。从此，焉耆为安西四镇之一，高仙芝为焉耆镇守使。
元代，博湖属察合台汗国。明太祖洪武元年（1368年），博湖属哈密都护府管辖。万历年间，居住在焉耆盆地的蒙古族鄂岳奇所部分部落迁往俄罗斯额济勒河流域一带居住，博湖为准噶尔部库车王统辖。
清朝，乾隆三十六年（1771年），游牧于俄国额济勒河（今伏尔加河）流域的蒙古土尔扈特、和硕特部，中路和硕特三旗被清政府安置于开都河中下游平原及博斯腾湖一带放牧，三旗自为一盟，名巴启色勒启勒图盟，归伊犁将军节制。从此和硕特部就定居于博湖地区。
民国十年（1921年），杨增新统治新疆时，博湖地区属焉耆行政公署管辖。民国二十八年（1939年），盛世才实行改土归流后，博湖地区属和硕设治局辖区。民国三十五年（1946年），和硕县成立后，博湖地区为和硕县第三行政区，后又改为和硕县每第三乡。1958年后为和硕县的跃进公社（塔温觉肯公社）、光明公社（查干诺尔公社）。1970年11月21日，析置博湖县，1971年4月20日博湖县正式成立，属巴音郭楞蒙古自治州管辖。

## 人口
2020年末，根据第七次人口普查数据显示：全县常住人口为48288人。

## 地理
博湖县位于天山南麓，在焉耆盆地东南部最低洼处的开都河下洲，东北两面与和硕县接壤，西北面与焉耆县毗邻，西南一角紧濒孔雀河道。全境总面积3808.6平方公里，地势南北高，中间低。
博湖县深居内陆属于中温带大陆性荒漠气候，气候温和，热量适中，干热风少，空气湿润。年平均气温9.1℃，年均降水量93.3毫米，蒸发量为1853毫米，年日照2793.6～3136.5小时，无霜期219天左右。

## 行政区划
博湖县下辖3个镇、4个乡：
博湖镇、本布图镇、塔温觉肯乡、乌兰再格森镇、才坎诺尔乡、查干诺尔乡、博斯腾湖乡和新疆生产建设兵团二十五团。

## 旅游
博湖县因境内有全国最大的内陆淡水湖——博斯腾湖而得名。另有巴格希恩随木喇嘛庙、黑疙瘩古烽燧遗址等名胜古迹。

## 特產
西海龙蟹、博湖鱼子酱、麻辣貢鱼。